# Pristimantis tanyrhynchus
Espèce
Statut de conservation UICN

 DD  : Données insuffisantes
Pristimantis tanyrhynchus est une espèce d'amphibiens de la famille des Craugastoridae.

## Répartition
Cette espèce est endémique de la province de La Convención dans la région de Cuzco au Pérou. Elle se rencontre entre 2 050 et 3 000 m d'altitude dans la cordillère de Vilcabamba.

## Description
Les mâles mesurent de 20,8 à 23,6 mm et la femelle 31,4 mm.

## Étymologie
Le nom spécifique spilostichus vient du grec tany, long, et de rhynchos, le museau, en référence à l'aspect de cette espèce.

## Publication originale
- Lehr, 2007 : New eleutherodactyline frogs (Leptodactylidae: Pristimantis, Phrynopus) from Peru. Bulletin of the Museum of Comparative Zoology, vol. 159, no 2, p. 145-178 (texte intégral).